# Понтон
Понтон (фр. ponton од лат. ponto) , сплав, превозни брод, скела.

- пловило пљоснатог дна, четвороугаоног облика, чврсте градње , покривено палубом. Користи у лукама за превоз отпадака, а у бродоградилиштима за довоз опремног материјала и као платформа при бојењу бродова;
- пљоснато, мобилно пловило, дугуљастог, правоуглог облика са палубом или без ње, које појединачно или увезано са више таквих пловила чини тзв. понтонски мост;
- војно пловило пљоснатог четвороугаоног облика наоружано са два до четири топа средњег калибра;
- пловило са пљоснатим дном које носи справе за вађење злата;
- пловило слично бурету које служи за подизање бродова.